# François-Auguste Ladé
François-Auguste Ladé, né le 3 janvier 1841 à Genève, où il est mort le 16 juillet 1908, est un médecin suisse.

## Biographie
Il obtient son doctorat en médecine en 1863 à Zurich, exerce à Neuchâtel avant de rentrer à Genève où il obtient son agrégation le 22 juin 1866.
En avril 1868, il est impliqué avec son père, le pharmacien Louis Ladé, dans le décès accidentel de l'une de ses patientes, Amélie Patonier. Malgré de nombreux indices, l´affaire est classée sans procès. Le père de la victime, Jean-Pierre Patonier, publie alors un pamphlet pour dénoncer ce déni de justice. Ladé attaque alors en procès pour calomnie le magnétiseur Charles Lafontaine qui avait publié le pamphlet dans son journal Le magnétiseur. Il gagne son procès et Lafontaine et condamné à lui verser 2 000 francs.
Il exerce ensuite à nouveau à Genève de 1870 à 1879 puis à Martigny jusqu'en 1888 avant de revenir à Genève où il occupa une chaire de médecine pratique de 1890 à 1892.

### Comme journaliste
Correspondant pendant de nombreuses années d´un journal allemand, il a également fait paraître au Journal de Genève son compte-rendu de l´incendie qui détruit le village valaisan d’Isérables le 16 juin 1881.